# Physiphora anaglypha
Physiphora anaglypha är en tvåvingeart som först beskrevs av Seguy 1941.  Physiphora anaglypha ingår i släktet Physiphora och familjen fläckflugor.
Artens utbredningsområde är Niger. Inga underarter finns listade i Catalogue of Life.